# Afrikai hagyományos hangszerek
Az afrikai hagyományos hangszerek cikk Afrika zenéjének sajátos hangszereit tárgyalja.
Az afrikai zene a történelem során nagymérvű változáson esett át. Amit manapság hagyományos zenének nevezünk, az korábban egész másképp szólhatott. A fekete-afrikai hangszerek egy része európai mércével ítélve primitívnek tűnhet, ugyanis szinte semmit nem változtak az elmúlt évezredek alatt. Ugyanakkor leleményességről tesznek tanúbizonyságot. Az újkorban és a modern korban fellelt hangszerek élő bizonyítékul szolgálnak arra, hogy a történelem során mennyi temérdek húros, fúvós és ütőhangszer jöhetett létre.
A citerák és a lant az arabok által terjedt el Afrikában. Egyes területeken a külső befolyásra érdekes újfajta hangszerek is megjelentek a 20. században, például az endingidi nevű hegedű Ugandában vagy a ramkie és segankuru nevű vonósok Dél-Afrikában.
A hagyományos zene hangszerei sokszor természetes anyagból készültek, mint pl. egy kivájt tök, egy állat szarva, állatbőr, agyag, kagyló, farönk, bár manapság már sok egyszerű hangszer is mesterséges anyagból készül, pl. alumínium vagy fémdobozok, húr, műanyagpalack stb. 
A legkülönösebb hangszereket a vallásos és átmeneti rítusok szertartásai (például férfivá avatás) táncainak kisérésére is használják. E hangszerek között talán a legérdekesebbek a félbevágott, száraz babszemekkel megtöltött tökök, amelyeket térdükre kötnek.
A mai jellegzetes hagyományos hangszerek közé sorolhatjuk a különböző fa- és bambuszdobokat (ekwe, ikolo, dzsembé, omele, dunun stb.), valamint a kordofon, idiofon és membranofon hangszereket, a korától a mbiráig és a sekerétől a balafonig.

## A hangszerek osztályozása

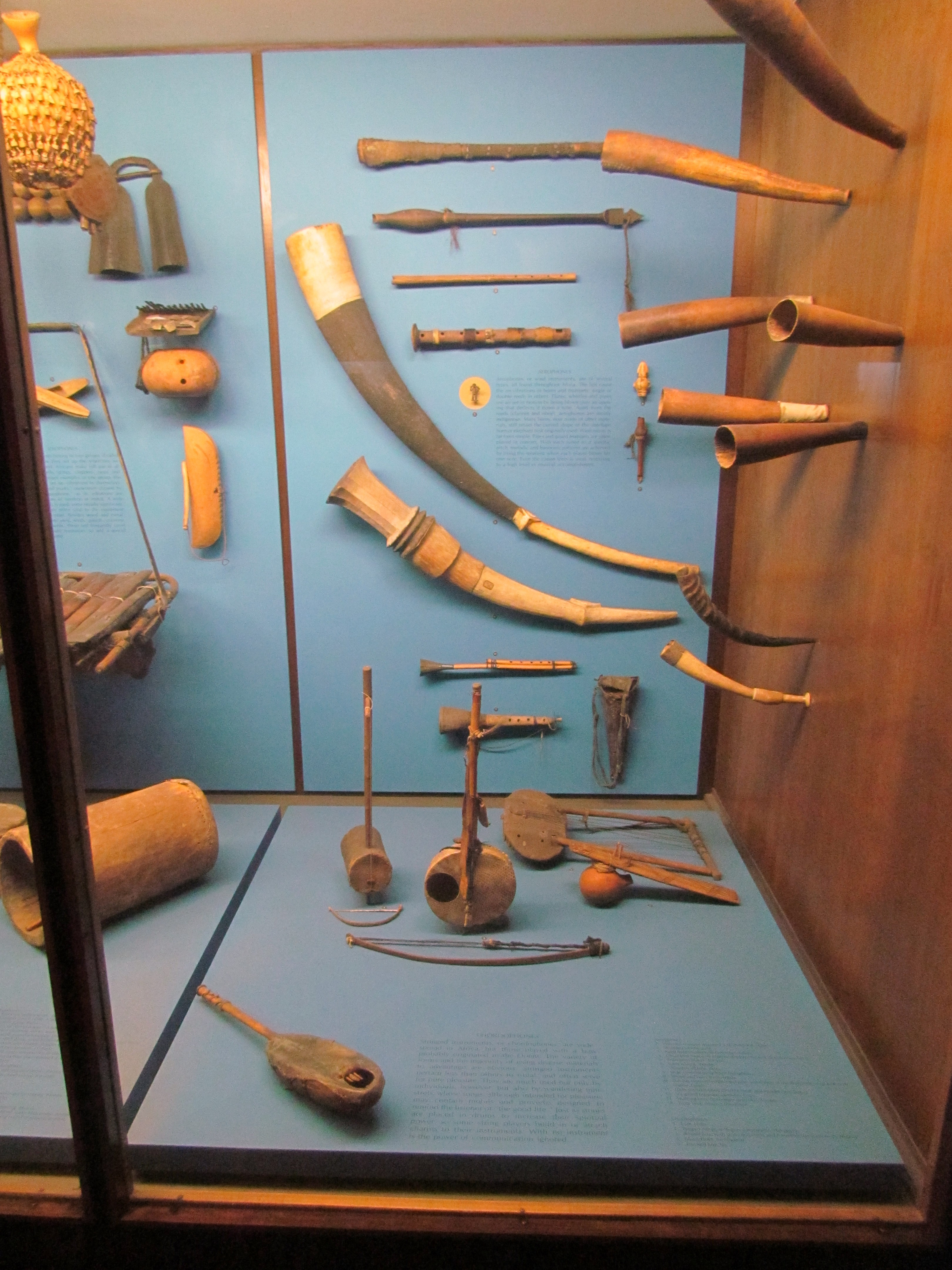
Afrikai fúvósok

Afrikában jellemző hagyományos hangszerek:

### Aerofonok

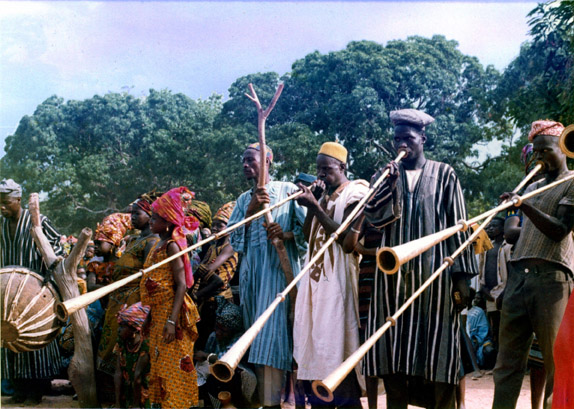
Férfiak a kankangui-val

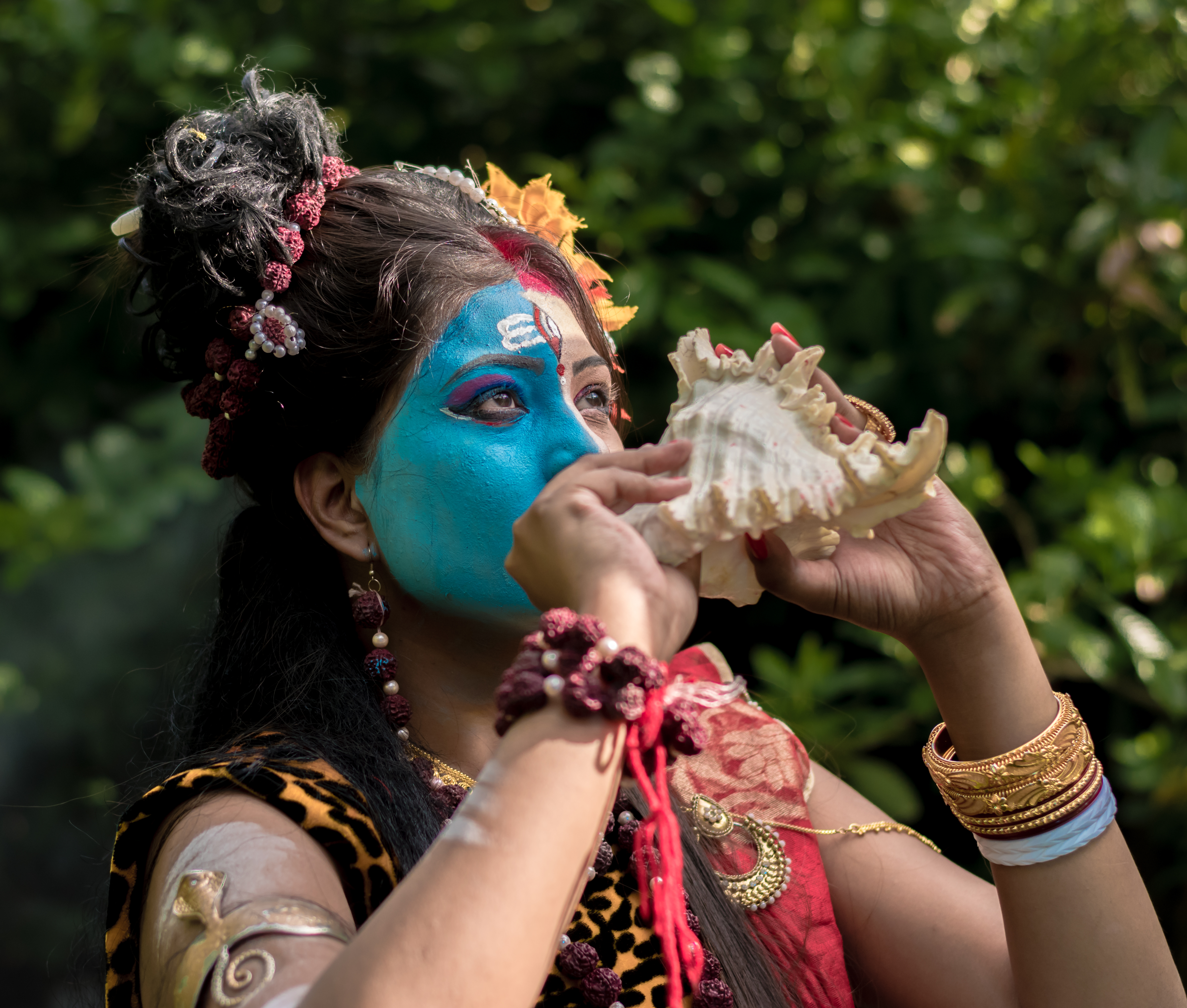
Egy nő egy kagylót fúj

- Dudák

Észak-Afrikában jellegzetes duda a zurna (egyéb nevein: zukra, zokra).
- Kürtök

pl. endeka, nkoni, ntemi
Kelet-Afrikában embermagasságú elefántagyarból készített kürtöket használnak, ez az ún. siva.
A kenyai ún. oluika hangszert szintén egy állat szarvából készítik, rendszerint egy szarvasmarha vagy kecske szarvából.
A Kongó-medencében a szertartási kürtökből és trombitákból együtteseket alakítanak.
- - Kagyló, mint hangszer („kagylókürt”)

A partvidék kagylóból készült fúvós hangszereit is a kürtökhöz sorolhatjuk. Pl. ilyen a madagaszkári antsiva.
- Furulyák

Namíbiában a himbák ujjnyílások nélküli egyszerű faragott furulyát használnak; ez a ongembo.
- Fuvolák

Tanzániában az ujjnyílások nélküli fuvola a filimbi, amely bambuszból, nádból vagy fakéregből is készülhet.
Észak-Afrikában jellegzetes az igen régi eredetű nay (ney, másképp: gasba, fhal).
- Klarinétok

Jellegzetes kettősklarinét az egyiptomi arghul.
- Trombiták

Nigériában a fulbék által használt négyméteres népi trombita a gagashi.
Kamerunban a töktrombita neve a fán. Kelet- és Közép-Afrikában a hangszereket gyakran tökből, fából, bőrből, szarvból vagy ezek kombinációjából készítik.
A kankangui egy közel két méter hosszú benini trombita.
- Sípok

A Közép-afr. Közt.-ban a banda népnél a hat főből álló síp-zenekar a ngala.
- Pánsípok

Ugandában a pánsípokat együttes formájában használják. Az ekvanzi nevű együttesben hét pánsípos van.
- Zúgattyúk

A zúgattyúk a legősibb hangszerek közé tartoznak, amelyeket főleg rituális célra használnak. Leginkább egy falemez, amit egy zsinórra erősítenek és azzal forgatnak, amivel surrogó hangot ad.

### Idiofonok

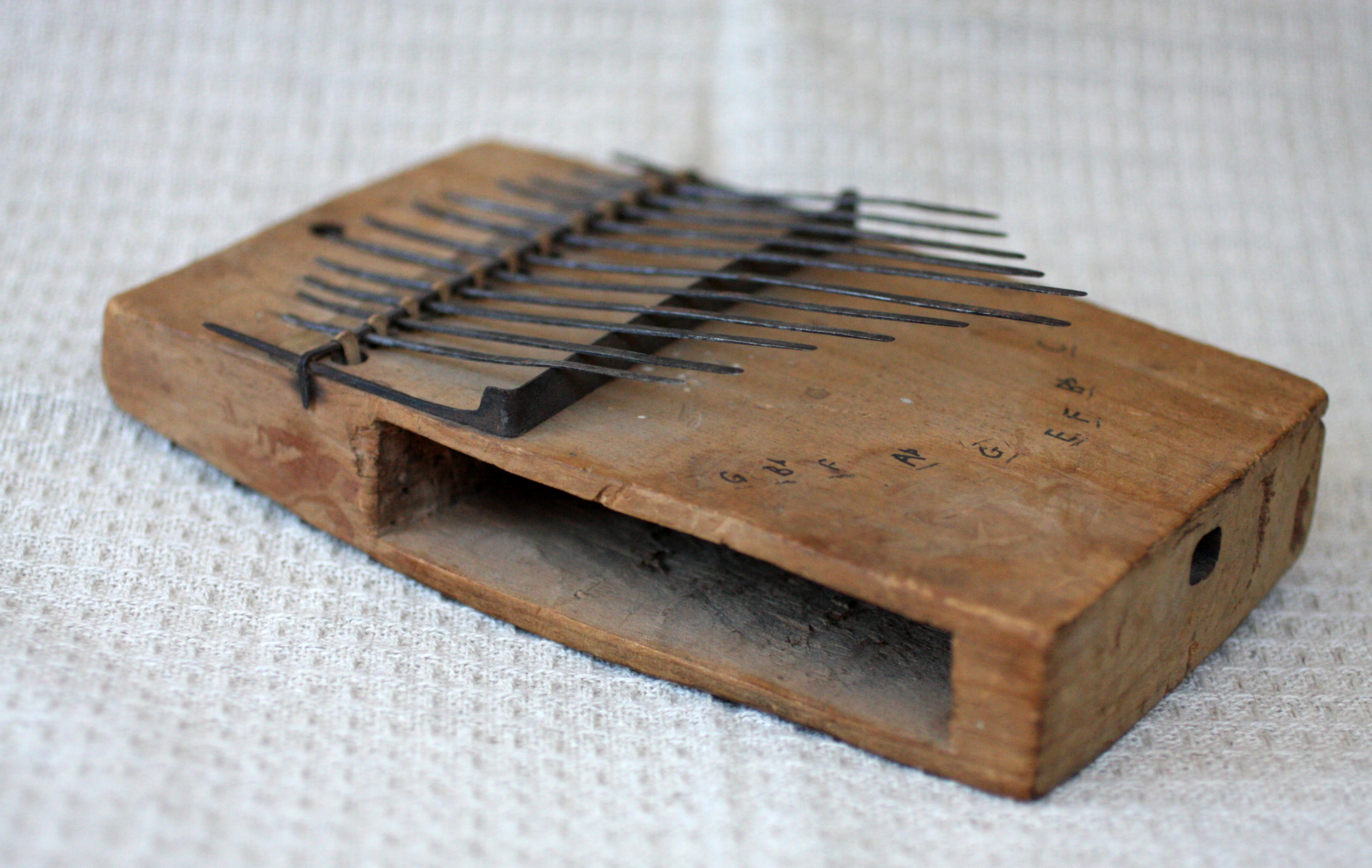
Mbira v. szanza v. kalimba. Az apró fém- vagy nádlapkákat hüvelykujjal és a többi ujjal pengetik.

- Dobbantósok

Ide tartoznak a földhöz vert dobbantó botok.
- Dörzsölt hangszerek

Legegyszerűbb típusa amikor két természetes anyagot dörzsölnek össze (pl. kavicsok, kagylók, csontok).
- Pengetett idiofonok

Jellegzetes lamellofon Fekete-Afrikában a szanza (ujjzongora).
- Ütött idiofonok

Idetartoznak azok a mindennapi tárgyak (pl. edények, kannák), amelyek zenei hangkeltésre alkalmasak és ütéssel szólaltatják meg.
Nigériában az igbók által használt az ún. udu. A hagyományos udu egy agyagból készült edény, melynek oldalsó nyílása van, és ütésekkel játszanak rajta.
- Rázott idiofonok

Csörgők, csengők, kolompok, pergők
Az afrikai xilofonok különböző méretűek, földre állítható és nyakba akasztható változataik egyaránt népszerűek.
Nyugat-Afrikában jellemző xilofon a balafon.

### Kordofonok

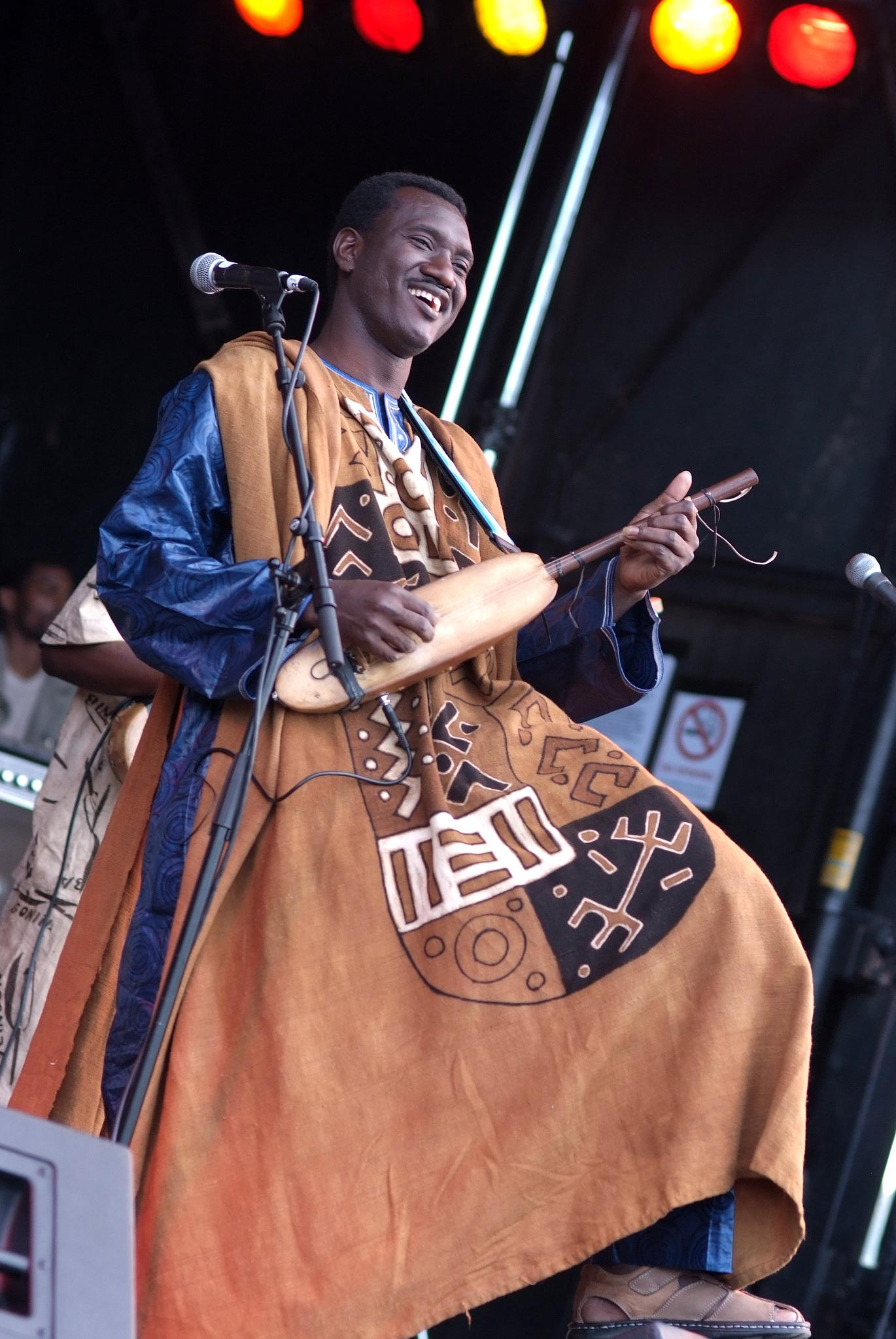
Mali férfi n'goni-n játszik

- Citerák

pl. a tanzániai enanga vagy a ruandai inanga, a közép-afrikai zeze (botcitera), az arab kánún
- Fidulák

pl. az észak-afrikai rebáb vagy a kenyai siiriri.
- Hárfák

Többféle fajtájuk van: íjhárfák, szöghárfák, keretes hárfák. Az íjhárfa a legősibb típus és valószínűleg a zenélő íjból fejlődött ki.
Hárfákra példák: ennanga (Uganda), ardin (Mauritánia), kinde (Csád-tó környéke), ngombi (Gabon).
A ngoni vagy n'goni főleg Maliban ismert kicsi hárfa- vagy gitár-féle.
- Lantok

Egy egyszerű észak-afrikai és szubszaharai lant a genbri vagy guembri. A gnaua zene  egyik alapvető hangszere.
Etiópiában és Eritreában használt egyhúros lant- vagy hegedűféle a maszinkó.
- Lírák

Elterjedési területük főleg Kelet-Afrika és Kongó.
A kerár (krár) vagy kisszár változó méretű lírát Etiópiában, Szudánban, Dél-Szudánban, Ugandában és Kenyában használják.
- Zenélő íjak

Az íjhoz hasonló hangszer. Többféle formája van: rezonátor testtel ellátott, vagy anélküli, egy vagy több húros.

### Membrafonok

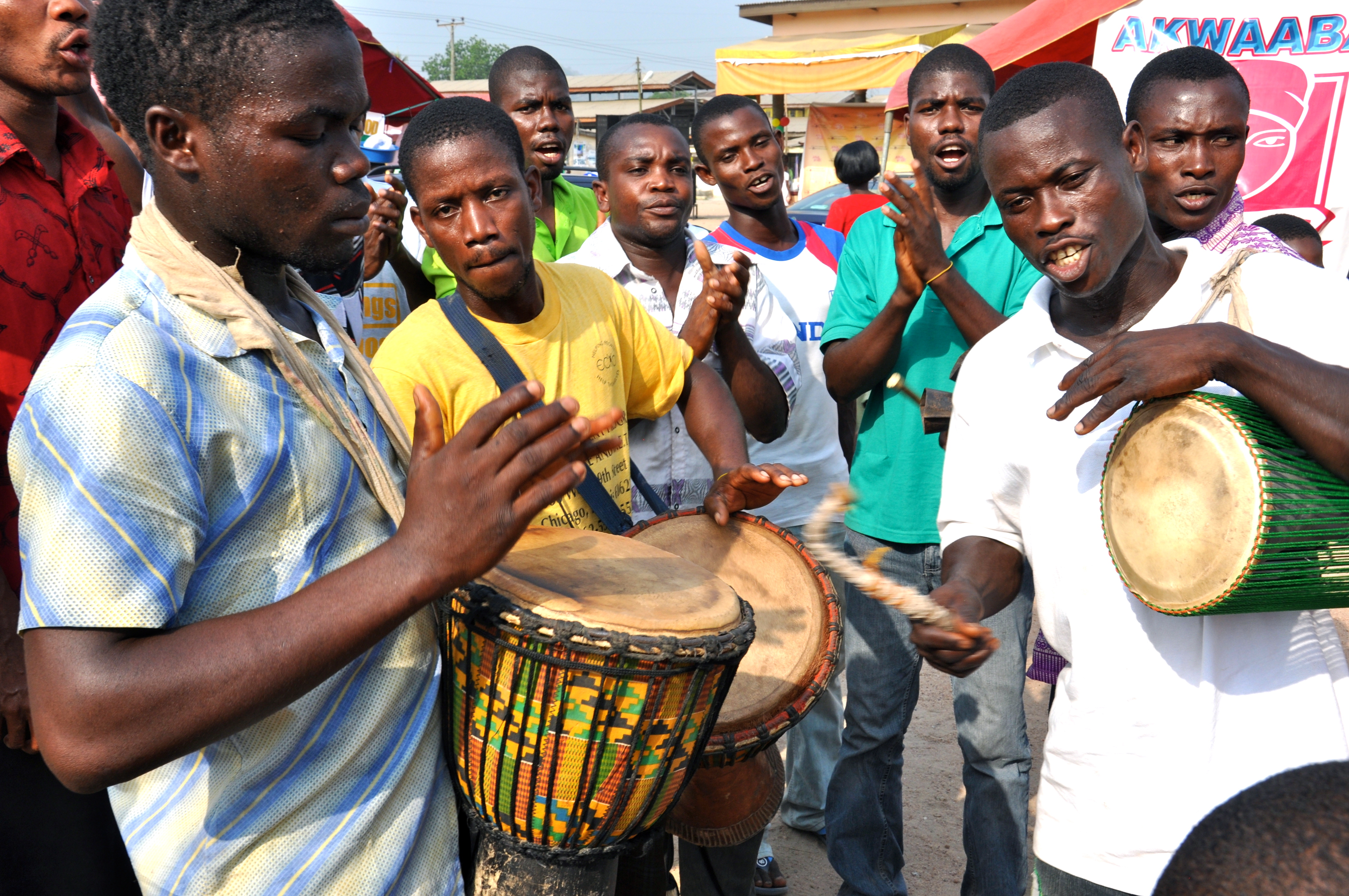
Ghánai dobosok

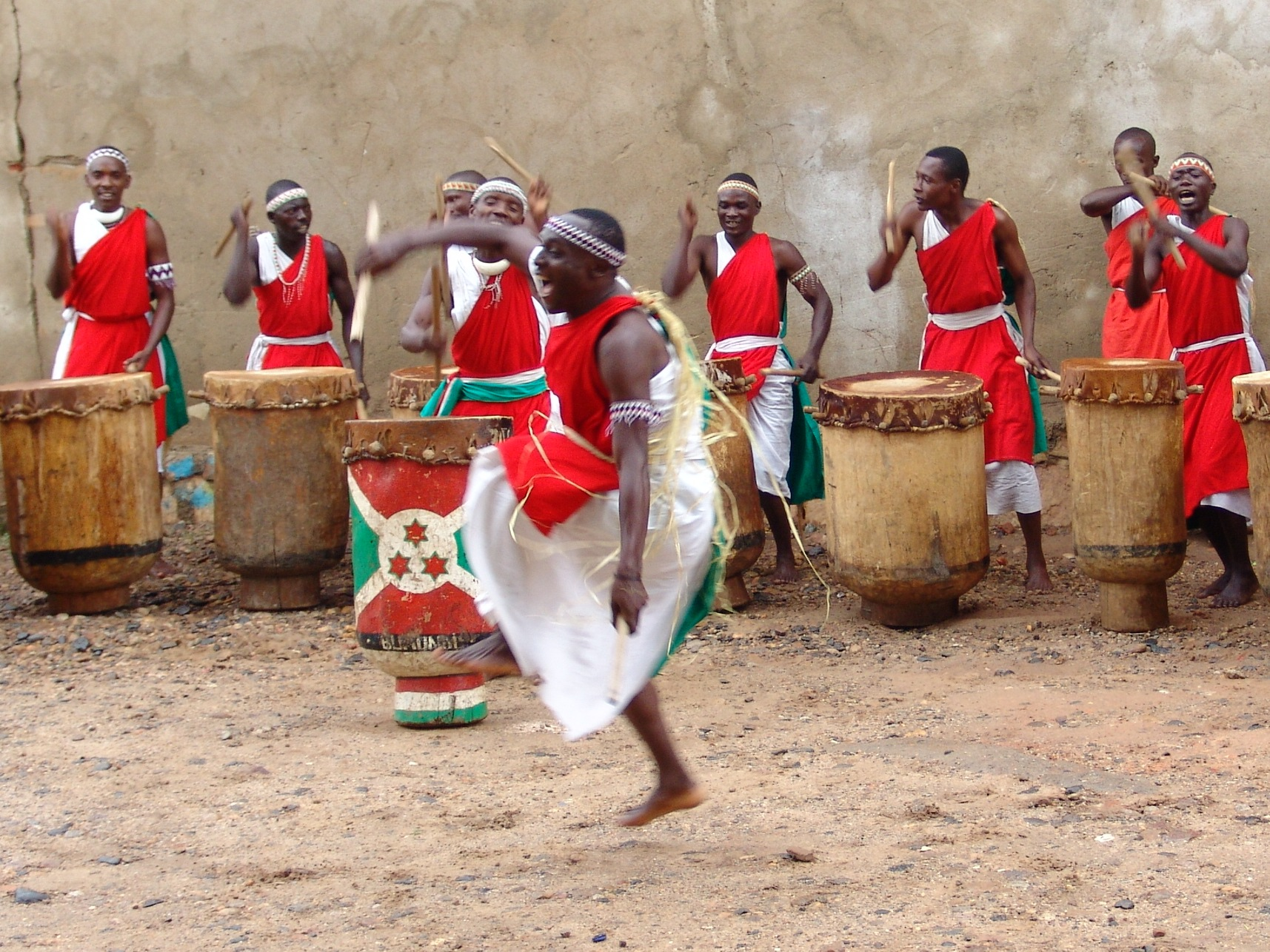
Burundiak dobolnak az ún. kariendán

- Frikciós dobok

A frikciós dob közismert magyar neve köcsögduda, de az afrikai fr. dobok dobformájúak, míg az európai fajtájuk inkább fazék alakú.
- Hengerdobok

Észak-Afrikában tbal vagy tabl néven ismertek. Az arab tabl jelentése: dobolás.
A tuaregeknél használt kisebb hengerdob a ganga. Ezen csak nők játszanak. A fulbék is alkalmazzák a ganga nevű hengerdobot.
- Tölcsérdobok

A legismertebb talán a nyugat-afrikai dzsembé és az észak-afrikai darbuka.
- Lábas dobok

Olyan dobok, amelyeknek lábai vannak. A lábak kialakításának a célja a rezonancia növelése. Sok lábat az emberi test, az emberi lábak alapján formáztak meg.
- Hosszúdobok

Nyúlánk alakú dobok, ahol az ütőfelület jóval kisebb a dob hosszához képest.
Az ún. msondo a szuahéli nyelven beszélő világban használatos  és kb. egy méter magas.
- Kúpdobok

Alakjuk kúpforma és gyakran kétmembránosak.
A kebero nevű kúpdobot Etiópiában egyházi szertartások kíséretéhez használják.
- Üstdobok

Az üstdobok készülhetnek fából vagy tökből. Sokszor párosával alkalmazzák az üstdobokat és a kettőt összeerősítik. Több fajtája van.

### Beszélő dobok
A beszélő dobok mint a nevük mutatja, közel járnak ahhoz hogy az emberi beszédet utánozzák; magasságuk gyorsan változtatható a testükön levő zsinór állításával. Ilyen például a nyugat-afrikai jorubák által használt ún. dùndún, vagy az asantik által használt atumpan és fontomfrom. Sok más néven is ismert, pl. tama. E dobok nagy méretű fajtái akár 30–32 km távolságig hallható üzeneteket küldhettek, ahonnan aztán további dobosok adták tovább, gyorsan terjesztve a törzsi híreket.

## Képek
|  |  |  |  |  |  |  |

Nem teljes lista a hagyományos hangszerekről:
- Adjalin (benini eredetű vonós)
- Antsiva (madagaszkári kagyló-hangszer)
- Awtar (marokkói lant)
- Balafon
- Begena
- Bendir (észak-afrikai ütőshangszer)
- Bobre (zenei íj)
- Bombolong (nyugat-afrikai dob)
- Bunde (kelet-afrikai dob)
- Darbuka
- Dzsembé
- Doundounba (nyugat-afrikai ütőshangszer)
- Dum dum (nyugat-afrikai ütőshangszer)
- Ennanga (kelet-afrikai húros)
- Gasbâ (tunéziai fuvola)
- Gambri (észak-afrikai húros)
- Gongoba (nyugat-afrikai idiofon)
- Inanga (ruandai citera)
- Íjlant
- Kalimba (" hüvelykzongora ")
- Kabosy (madagaszkári gitár)
- Kankangui (benini trombita )
- Kayamb (idiofon)
- Kisszár
- Konga
- Kora
- Magrouna (észak-afrikai fúvós)
- Maszinkó
- Mezoued ( tunéziai duda)
- N'goni vagy ngoni (mali kicsi gitár)
- Nyatiti (kelet-afrikai lant)
- Oporo (kürt)
- Orutu (hegedű)
- Sekere
- Sodina ( madagaszkári fuvola)
- Tam-tam aka
- Tama ("beszélő dob")
- Udu (ütős)
- Zokra v. zurna ( tunéziai nádnyelves hangszer)

## Kapcsolódó cikk
- Afrika zenéje